# Italo Acconcia
Italo Acconcia (* 20. April 1925 in Castelvecchio Subequo, Italien; † 12. Februar 1983 in Florenz) war ein italienischer Fußballspieler.

## Karriere

### Verein
Der Mittelfeldspieler spielte in seiner Jugend bei L' Aquila und ab 1941 auch in der ersten Herrenmannschaft. 1946 wurde er für eine Ablöse von dreihunderttausend Lire an den italienischen Zweitligisten US Catanzaro verkauft. Er stand für Catanzaro in der Saison in 32 Ligaspielen auf dem Platz und erzielte zwei Tore. Zur Saison 1947/48 wechselte er zum AC Florenz in die Serie A. Hier gehörte er während seiner ersten zwei Spielzeiten zur Stammformation. In der Saison 1949/50 kam er jedoch nur noch selten zum Einsatz, weswegen er am Ende der Saison zu Udinese Calcio verliehen wurde. Bei Udinese spielte er in der zweiten Saisonhälfte regelmäßig in der Serie A, kehrte aber nach Ablauf der Leihe gegen Ende der Saison 1950/51 nach Florenz zurück, von wo er noch vor der Saison 1951/52 an die AS Rom abgegeben wurde, die in dieser Saison als Absteiger in der zweiten Liga spielte.
Acconcia stand in der Saison 1951/52 in 33 Spielen für Rom auf dem Platz. Zusammen mit Raoul Bortoletto stabilisierte er die Abwehr Roms. Am Ende der Saison stand der Wiederaufstieg der AS Rom in die erste italienische Liga. Acconcia spielte allerdings auch in der Folgesaison in der Serie B, da er die AS Rom verlassen musste und als Teil eines Tauschgeschäftes mit dem von Rom verpflichteten Antonio Azimonti zum Zweitligisten Genua CFC wechselte. Acconcia wurde in der Saison 1952/53 in 34 Spielen eingesetzt und trug damit dazu bei, dass auch Genua am Ende der Saison in die Serie A aufsteigen konnte. Dieses Mal stieg Acconcia mit in die erste Liga auf, allerdings stand er nur zu Beginn der Saison 1953/54 zweimal auf dem Platz. Im Sommer 1954 wechselte er zurück in die zweite Liga zum FC Modena. Aber auch hier wurde er kein Stammspieler mehr und absolvierte in der Saison 1954/55 nur neun Ligaspiele. Für die Saison 1955/56 nahm ihn der italienische Zweitligist US Salernitana 1919 unter Vertrag. Von 1956 bis 1961 ließ er zunächst beim FC Pistoiese und dann bei Sangiovannese 1927 seine Karriere in niedrigeren italienischen Ligen ausklingen.

### Nationalmannschaft
Am 25. Mai 1949 wurde Acconcia einmal in der B-Nationalmannschaft Italiens eingesetzt. Dies blieb das einzige Länderspiel in seiner Karriere.

### Nach der Spielerkarriere
Schon in seiner letzten Saison als Spieler 1960/61 war Acconcia bei Sangiovannese auch als Trainer tätig. Nach dem Ende seiner Spielerkarriere trainierte er in der Saison 1961/62 zeitweise seinen früheren Verein Pistoise. Von 1976 bis 1982 war er als Trainer der italienischen U20 tätig.
Im Februar 1983 starb Acconcia im Alter von 57 Jahren.
2016 wurde das modernisierte Stadion seines Heimatvereins L’Aquila nach Italo Acconcia benannt.